# Реснички
Реснички (цилии, лат. cilia, ед. ч. cilium) — органеллы, представляющие собой тонкие (диаметром 0,1—0,6 мкм) волосковидные структуры на поверхности эукариотических клеток. Длина их может составлять от 3—15 мкм до 2 мм (реснички гребных пластинок гребневиков). Могут быть подвижны или нет; неподвижные реснички играют роль рецепторов с помощью которых осуществляется воздействие сигнальных путей на клеточную активность, энергетику, состояния клеточной дифференцировки и развития органов.
Строение и принцип работы у ресничек такие же, как у эукариотических жгутиков (различие в названиях сложилось исторически ещё до выяснения их структуры). Те и другие вместе называются ундулиподиями. Отличия ресничек от жгутиков — меньшая длина, присутствие на клетке в большом количестве и координированное движение. Реснички более распространены и чаще выполняют функции, отличные от двигательной.
Реснички характерны для инфузорий. У многих беспозвоночных ими покрыта вся поверхность тела (ресничные черви, личинки кишечнополостных и губок) или отдельные его участки (например, жабры у полихет и двустворчатых моллюсков). У коловраток из специализированных ресничек состоит коловращательный аппарат. У многих беспозвоночных (кишечнополостные, гребневики, турбеллярии и др.) реснички также имеются на клетках кишечного эпителия. У позвоночных (в том числе человека) клетки с подвижными ресничками также есть во многих органах. У человека ресничным эпителием выстланы дыхательные пути, евстахиевы трубы, семявыносящие канальцы, желудочки мозга и спинномозговой (центральный) канал — подвижные реснички эпителиальных клеток перемещают спинномозговую жидкость через желудочковую систему головного мозга; также подвижные реснички присутствуют в фаллопиевых трубах женских особей млекопитающих, где участвуют в перемещении яйцеклетки из яичников в матку. Видоизменённые реснички служат световоспринимающим аппаратом фоторецепторов сетчатки глаза и воспринимающим запахи аппаратом хеморецепторов обонятельного эпителия. При нарушении работы ресничек возникают заболевания — цилиопатии, поражающих множество различных органов в организме. 

## Строение
Реснички покрыты мембраной, являющейся продолжением плазмалеммы — цитоплазматической мембраны. В центре проходит две полные (состоящие из 13 протофиламентов) микротрубочки, на периферии — девять пар микротрубочек, из которых в каждой паре одна полная, а вторая неполная (состоит из 11 протофиламентов). У основания находится базальное тело (кинетосома), имеющее в поперечном разрезе ту же структуру, что и половинка центриоли, то есть состоящее из девяти троек микротрубочек.

## Механизм работы
К каждой полной микротрубочке периферических пар (дублетов) вдоль всей её длины присоединены «ручки» из двигательного белка динеина (см. статью «аксонема»). При гидролизе АТФ головки динеина «шагают» по микротрубочке соседнего дублета. Если бы микротрубочки не были закреплены на кинетосоме, это вызвало бы скольжение дублетов друг относительно друга. Такое скольжение наблюдается в эксперименте на ресничках, обработанных трипсином (длина аксонемы при добавлении АТФ увеличивается в результате в 9 раз). В интактной ресничке происходит изгибание дублетов и, в результате, всей реснички. Как правило, реснички совершают удары в одной плоскости. У инфузорий прямой удар (продвигающий клетку вперед) ресничка совершает в выпрямленном состоянии, а возвратный — в изогнутом. Как регулируется согласованное изгибание разных дублетов, видимо, неизвестно. 